# Felipe Martín Donayre
Felipe Martín Donayre (Madrid, 1825-Córdoba, 1890) fue un ingeniero de minas español.

## Biografía
Nació el 5 de febrero de 1825 en Madrid. Por real orden de 5 de diciembre de 1845 ingresó en el Cuerpo de Ingenieros y fue destinado al establecimiento de Almadén, de donde pasó el 19 de junio de 1846 a la Inspección de Granada y Almería. En 1849 fue destinado a Linares, en 1852 a Riotinto y en 1853 a Madrid con residencia en Hiendelaencina. En 1857 fue nombrado secretario de la Escuela de Minas y en 1859 oficial de la Junta Superior facultativa de Minería.
En enero de 1863 pasó a la Junta General de Estadística, para encargarse de la primera brigada geológica y al suprimirse dicha Junta en 1867, se encargó de recoger todos los libros, instrumentos, rocas y fósiles, que depositados en la Escuela de Minas habrían de constituir más tarde la base del material con que se organizó la Comisión del Mapa Geológico de España, de la cual fue nombrado jefe de sección el 18 de agosto de 1870 y vocal de la sección inspectora el 3 de diciembre de 1890. Como fruto de sus trabajos geológicos fue autor de las Memorias de las provincias de Zaragoza y Ávila, entre otros escritos.
Falleció en Córdoba a finales de junio de 1890, donde se encontraba autorizado por el Ministerio de Fomento para una comisión pericial en la cuenca de Belmez. Aficionado a la mineralogía, reunió una colección de minerales.